# Општина Текозаутла (Идалго)
Текозаутла (шп. Tecozautla) општина је у Мексику у савезној држави Идалго. Општина се налази на надморској висини од 1700 м.

## Становништво
Према подацима из 2010. у општини је живело 35067 становника.

### Хронологија
| Година       | 2000                  | 2005                  | 2010                  |
| ------------ | --------------------- | --------------------- | --------------------- |
| Становништво | 30970 (14813 / 16157) | 31609 (14746 / 16863) | 35067 (16658 / 18409) |

### Попис
| \| \| м \| \| \| ж \| \| 0—2 \| 1.100 \| \| \| 1.059 \| \| 3—5 \| 1.087 \| \| \| 1.121 \| \| 6—11 \| 2.228 \| \| \| 2.275 \| \| 12—14 \| 1.077 \| \| \| 1.038 \| \| 15—17 \| 1.141 \| \| \| 1.213 \| \| 18—24 \| 1.739 \| \| \| 2.400 \| \| 60+ \| 1.657 \| \| \| 1.811 \| \| Просек : \| 28,3 \| \| \| 28,9 \| |       |  |  |       |
| |       |  |  |       |
| | м     |  |  | ж     |
| 0—2 | 1.100 |  |  | 1.059 |
| 3—5 | 1.087 |  |  | 1.121 |
| 6—11 | 2.228 |  |  | 2.275 |
| 12—14 | 1.077 |  |  | 1.038 |
| 15—17 | 1.141 |  |  | 1.213 |
| 18—24 | 1.739 |  |  | 2.400 |
| 60+ | 1.657 |  |  | 1.811 |
| Просек : | 28,3  |  |  | 28,9  |

| #   | Индикатор                                                                                        | Вредност |
| --- | ------------------------------------------------------------------------------------------------ | -------- |
| 1   | Становништво од 0 до 2 године                                                                    | 2159     |
| 2   | Мушко становништво од 0 до 2 године                                                              | 1100     |
| 3   | Женско становништво од 0 до 2 године                                                             | 1059     |
| 4   | Становништво са 3 и више година                                                                  | 32830    |
| 5   | Мушко становништво са 3 и више година                                                            | 15519    |
| 6   | Женско становништво са 3 и више година                                                           | 17311    |
| 7   | Становништво са 5 и више година                                                                  | 31426    |
| 8   | Мушко становништво са 5 и више година                                                            | 14832    |
| 9   | Женско становништво са 5 и више година                                                           | 16594    |
| 10  | Становништво са 12 и више година                                                                 | 26119    |
| 11  | Мушко становништво са 12 и више година                                                           | 12204    |
| 12  | Женско становништво са 12 и више година                                                          | 13915    |
| 13  | Становништво са 15 и више година                                                                 | 24004    |
| 14  | Мушко становништво са 15 и више година                                                           | 11127    |
| 15  | Женско становништво са 15 и више година                                                          | 12877    |
| 16  | Становништво са 18 и више година                                                                 | 21650    |
| 17  | Мушко становништво са 18 и више година                                                           | 9986     |
| 18  | Женско становништво са 18 и више година                                                          | 11664    |
| 19  | Становништво од 3 до 5 година                                                                    | 2208     |
| 20  | Мушко становништво од 3 до 5 година                                                              | 1087     |
| 21  | Женско становништво од 3 до 5 година                                                             | 1121     |
| 22  | Становништво од 6 до 11 година                                                                   | 4503     |
| 23  | Мушко становништво од 6 до 11 година                                                             | 2228     |
| 24  | Женско становништво од 6 до 11 година                                                            | 2275     |
| 25  | Становништво од 8 до 14 година                                                                   | 5143     |
| 26  | Мушко становништво од 8 до 14 година                                                             | 2569     |
| 27  | Женско становништво од 8 до 14 година                                                            | 2574     |
| 28  | Становништво од 12 до 14 година                                                                  | 2115     |
| 29  | Мушко становништво од 12 до 14 година                                                            | 1077     |
| 30  | Женско становништво од 12 до 14 година                                                           | 1038     |
| 31  | Становништво од 15 до 17 година                                                                  | 2354     |
| 32  | Мушко становништво од 15 до 17 година                                                            | 1141     |
| 33  | Женско становништво од 15 до 17 година                                                           | 1213     |
| 34  | Становништво од 18 до 24 године                                                                  | 4139     |
| 35  | Мушко становништво од 18 до 24 године                                                            | 1739     |
| 36  | Женско становништво од 18 до 24 године                                                           | 2400     |
| 37  | Женско становништво од 15 до 49 година                                                           | 9730     |
| 38  | Становништво са 60 и више година                                                                 | 3468     |
| 39  | Мушко становништво са 60 и више година                                                           | 1657     |
| 40  | Женско становништво са 60 и више година                                                          | 1811     |
| 41  | Однос између мушкараца и жена                                                                    | 90.49    |
| 42  | Становништво од нуле до 14 година                                                                | 10985    |
| 43  | Становништво од 15 до 64 године                                                                  | 21502    |
| 44  | Становништво од 65 година и више                                                                 | 2502     |
| 45  | Просечан број деце                                                                               | 2.79     |
| 46  | Становништво рођено у ентитету                                                                   | 28673    |
| 47  | Мушко становништво рођено у ентитету                                                             | 13736    |
| 48  | Женско становништво рођено у ентитету                                                            | 14937    |
| 49  | Становништво рођено у другом ентитету                                                            | 5810     |
| 50  | Мушко становништво рођено у другом ентитету                                                      | 2636     |
| 51  | Женско становништво рођено у другом ентитету                                                     | 3174     |
| 52  | Становништво од 5 година и више резидентно у ентитету у јуну 2005. године                        | 29119    |
| 53  | Мушко становништво старосног доба од 5 година и више, резидентно у ентитету у јуну 2005. године  | 13311    |
| 54  | Женско становништво старосног доба од 5 и више година, резидентно у ентитету у јуну 2005. године | 15808    |
| 55  | Становништво од 5 година и више које је живело у другом ентитету у јуну 2005. године             | 773      |
| 56  | Мушко становништво старије од 5 година које је живело у другом ентитету у јуну 2005. године      | 329      |
| 57  | Женско становништво старије од 5 година које је живело у другом ентитету у јуну 2005. године     | 444      |
| 58  | Становништво од 3 године и више које говори аутохтони језик                                      | 2324     |
| 59  | Мушко становништво старо 3 године и више које говори аутохтони језик                             | 1169     |
| 60  | Женско становништво старо 3 године и више које говори аутохтони језик                            | 1155     |
| 61  | Становништво од 3 године и више које говори аутохтони језик и не говори шпански језик            | 8        |
| 62  | Мушко становништво старо 3 године и више које говори аутохтони језик и не говори шпански         | 0        |
| 63  | Женско становништво старо 3 године и више које говори аутохтони језик и не говори шпански језик  | 8        |
| 64  | Становништво старо 3 године и више које говори аутохтони језик и шпански                         | 2219     |
| 65  | Мушко становништво старо 3 године и више које говори аутохтони језик и шпански                   | 1125     |
| 66  | Женско становништво старо 3 године и више које говори аутохтони језик и шпански                  | 1094     |
| 67  | Становништво од 5 година и више које говори аутохтони језик                                      | 2313     |
| 68  | Становништво од 5 година и више које говори аутохтони језик и не говори шпански језик            | 8        |
| 69  | Становништво од 5 година и више које говори аутохтони језик и говори шпански језик               | 2210     |
| 70  | Становништво у домородачким домаћинствима                                                        | 5613     |
| 71  | Становништво са ограничењима у активностима                                                      | 2235     |
| 72  | Становништво са ограниченим ходањем или кретањем, горе или доле                                  | 1270     |
| 73  | Становници са ограничењима вида, чак и уз кориштење сочива                                       | 694      |
| 74  | Становништво са ограничењима говора, комуникације или конверзације                               | 205      |
| 75  | Становништво са ограниченим слухом                                                               | 310      |
| 76  | Становништво са ограничењима при одевању, купању или јелу                                        | 146      |
| 77  | Становништво са ограничењима у опажању или учењу једноставних ствари                             | 198      |
| 78  | Становништво са менталним ограничењима                                                           | 199      |
| 79  | Становништво без ограничења активности                                                           | 32707    |
| 80  | Становништво од 3 до 5 година које не похађа школу                                               | 1233     |
| 81  | Мушко становништво од 3 до 5 година које не похађа школу                                         | 612      |
| 82  | Женско становништво од 3 до 5 година које не похађа школу                                        | 621      |
| 83  | Становништво од 6 до 11 година које не похађа школу                                              | 77       |
| 84  | Мушко становништво од 6 до 11 година које не похађа школу                                        | 41       |
| 85  | Женско становништво од 6 до 11 година које не похађа школу                                       | 36       |
| 86  | Становништво од 12 до 14 година које не похађа школу                                             | 217      |
| 87  | Мушко становништво од 12 до 14 година које не похађа школу                                       | 131      |
| 88  | Женско становништво од 12 до 14 година које не похађа школу                                      | 86       |
| 89  | Становништво од 15 до 17 година похађа школу                                                     | 1239     |
| 90  | Мушко становништво од 15 до 17 година похађа школу                                               | 541      |
| 91  | Женско становништво између 15 и 17 година живота у школи                                         | 698      |
| 92  | Становништво од 18 до 24 године похађа школу                                                     | 576      |
| 93  | Мушко становништво од 18 до 24 године похађа школу                                               | 229      |
| 94  | Женско становништво од 18 до 24 године похађа школу                                              | 347      |
| 95  | Становништво од 8 до 14 година које не може да чита и пише                                       | 136      |
| 96  | Мушко становништво старосног доба од 8 до 14 година које не може да чита и пише                  | 80       |
| 97  | Женско становништво старосног доби од 8 до 14 година које не може да чита и пише                 | 56       |
| 98  | Становништво од 15 година и више које је неписмено                                               | 3360     |
| 99  | Мушко становништво од 15 година и више које је неписмено                                         | 1340     |
| 100 | Женско становништво од 15 година и више које је неписмено                                        | 2020     |
| 101 | Становништво старо 15 и више година без школовања                                                | 3027     |
| 102 | Мушко становништво старо 15 и више година без школовања                                          | 1239     |
| 103 | Женско становништво старо 15 и више година без школовања                                         | 1788     |
| 104 | Становништво старосног доба 15 и више година са непотпуним основним образовањем                  | 3857     |
| 105 | Мушко становништво старосног доба од 15 година и више са непотпуном основним образовањем         | 2134     |
| 106 | Женско становништво старосног доба 15 и више година са непотпуном основним образовањем           | 1723     |
| 107 | Становништво старо 15 и више година са комплетним основним образовањем                           | 6095     |
| 108 | Мушко становништво старо 15 година и више са комплетним основним образовањем                     | 3114     |
| 109 | Женско становништво старо 15 и више година са комплетним основним образовањем                    | 2981     |
| 110 | Становништво старосног доба 15 и више година са непотпуним средњим образовањем                   | 1180     |
| 111 | Мушко становништво старосног доба од 15 година и више са непотпуним средњим образовањем          | 643      |
| 112 | Женско становништво старосног доба од 15 година и више са непотпуним средњим образовањем         | 537      |
| 113 | Становништво старо 15 и више година са пуним секундарном образовањем                             | 6270     |
| 114 | Мушко становништво старосног доба од 15 година и више са пуним секундарном образовањем           | 2542     |
| 115 | Женско становништво старосног доба од 15 година и више са пуним секундарном образовањем          | 3728     |
| 116 | Становништво старије од 18 година са постосновним образовањем                                    | 2885     |
| 117 | Мушко становништво старије од 18 година са постосновним образовањем                              | 1197     |
| 118 | Женско становништво старије од 18 година са постосновним образовањем                             | 1688     |
| 119 | Просечна оцена школовања                                                                         | 6.51     |
| 120 | Просечан ниво образовања мушке популације                                                        | 6.32     |
| 121 | Просечан ниво образовања женског становништва                                                    | 6.68     |
| 122 | Економски активно становништво                                                                   | 12775    |
| 123 | Економски активна мушка популација                                                               | 9177     |
| 124 | Економски активна женска популација                                                              | 3598     |
| 125 | Становништво које није економски активно                                                         | 13180    |
| 126 | Мушко становништво које није економски активно                                                   | 2904     |
| 127 | Женско становништво које није економски активно                                                  | 10276    |
| 128 | Запослено становништво                                                                           | 11084    |
| 129 | Запослено мушко становништво                                                                     | 7751     |
| 130 | Запослено женско становништво                                                                    | 3333     |
| 131 | Незапослена популација                                                                           | 1691     |
| 132 | Незапослена мушка популација                                                                     | 1426     |
| 133 | Незапослена женска популација                                                                    | 265      |
| 134 | Становништво без права на здравствене услуге                                                     | 7626     |
| 135 | Становништво које има право на здравствене услуге                                                | 27338    |
| 136 | Становништво које има право на ИМСС                                                              | 987      |
| 137 | Становништво које има право на социјално осигурање                                               | 587      |
| 138 | Становништво које има право на државно социјално осигурање                                       | 13       |
| 139 | Становништво које има право на опште осигурање или здравствено осигурање за нову генерацију      | 25845    |
| 140 | Становништво које је било једном или није било у браку током 12 година и више                    | 8884     |
| 141 | Венчано или уједињено становништво од 12 година и више                                           | 14781    |
| 142 | Становништво које је било у браку или уједињено 12 година и више                                 | 2428     |
| 143 | Становништво са католичком религијом                                                             | 32071    |
| 144 | Протестанти, еванђелисти и библијски следбеници различити од еванђелиста                         | 2038     |
| 145 | Становништво са другим религијама различитим од претходних                                       | 30       |
| 146 | Становништво без религије                                                                        | 623      |
| 147 | Укупно пописаних домаћинства                                                                     | 8775     |
| 148 | Пописна домаћинства на челу са мушкарцима                                                        | 6706     |
| 149 | Пописна домаћинства на челу са женама                                                            | 2069     |
| 150 | Становништво у пописним домаћинствима                                                            | 34999    |
| 151 | Становништво у пописним домаћинствима на челу са мушкарцима                                      | 28040    |
| 152 | Становништво у пописним домаћинствима на челу са женама                                          | 6959     |
| 153 | Укупно домаћинстава                                                                              | 11320    |
| 154 | Укупно насељених домаћинстава                                                                    | 8798     |
| 155 | Укупно приватних кућа                                                                            | 11297    |
| 156 | Насељени приватни домови                                                                         | 8775     |
| 157 | Укупно насељених приватних кућа                                                                  | 8797     |
| 158 | Ненасељене приватне куће                                                                         | 1697     |
| 159 | Појединачна домаћинства за привремену употребу                                                   | 825      |
| 160 | Становници у насељеним приватним кућама                                                          | 34999    |
| 161 | Насељеност станара у приватним становима                                                         | 3.99     |
| 162 | Просечно становника по соби у приватним насељеним домаћинствима                                  | 1.22     |
| 163 | Појединачна домаћинства са подовима од различитих материјала од земље                            | 7948     |
| 164 | Појединачна домаћинства у приземљу                                                               | 814      |
| 165 | Појединачна домаћинства са једном спаваћом собом                                                 | 3533     |
| 166 | Појединачна домаћинства са две спаваће собе и више                                               | 5232     |
| 167 | Појединачна домаћинства са једним собом                                                          | 619      |
| 168 | Појединачна домаћинства са две собе                                                              | 1915     |
| 169 | Појединачна домаћинства са 3 собе и више                                                         | 6220     |
| 170 | Појединачна домаћинства која имају електрично светло                                             | 8449     |
| 171 | Појединачна домаћинства која немају електрично светло                                            | 317      |
| 172 | Појединачна домаћинства која имају водоводну воду у стамбеном простору                           | 7783     |
| 173 | Појединачна домаћинства која немају водоводну воду у стамбеном простору                          | 978      |
| 174 | Појединачна домаћинства која имају тоалет                                                        | 6774     |
| 175 | Појединачна домаћинства која имају канализацију                                                  | 6229     |
| 176 | Појединачна домаћинства која немају канализацију                                                 | 2522     |
| 177 | Појединачна домаћинства која имају електрично светло, довод воде из јавне мреже и канализацију   | 5767     |
| 178 | Појединачна домаћинства без икаквих услова                                                       | 407      |
| 179 | Појединачна домаћинства која имају радио                                                         | 6357     |
| 180 | Појединачна домаћинства која имају телевизор                                                     | 7715     |
| 181 | Појединачна домаћинства која имају фрижидер                                                      | 6073     |
| 182 | Појединачна домаћинства која имају машину за веш                                                 | 2856     |
| 183 | Појединачна домаћинства која имају аутомобил или комби                                           | 3524     |
| 184 | Појединачна домаћинства која имају рачунар                                                       | 678      |
| 185 | Појединачна домаћинства која имају фиксну телефонску линију                                      | 1604     |
| 186 | Појединачна домаћинства која имају мобилни телефон                                               | 3757     |
| 187 | Појединачна домаћинства која имају приступ интернету                                             | 260      |